# Dante Granato
Dante Granato, né le 15 octobre 1910 à Stuttgart et mort le 3 août 2007, est un musicien, organiste et compositeur vaudois.

## Biographie
D'origine italienne, Dante Granato n'a que dix ans lorsque sa famille s'établit à Lausanne. C'est là qu'il prend ses premières leçons de piano avec Hélène Steiner. Malgré son goût pour la musique, il entreprend une formation à l'école de commerce avant de devenir administrateur d'une fabrique de vêtements appartenant à la famille de son épouse.
Sa rencontre avec le musicien tchèque Otto Tichy, organiste de Notre-Dame du Valentin, lui donne l'envie de renouer avec ses premières amours. Il étudie ainsi l'orgue avec André Divorne, organiste aveugle, titulaire de Saint Jean-Cour de 1930 à 1937. Son professeur l'encourage à poursuivre sa formation musicale et théorique, et Dante Granato obtient « avec distinction » en 1937, un diplôme de la Société suisse de pédagogie musicale. Durant ces années, il reçoit également les conseils d'Alexandre Denéréaz pour la théorie, d'Aloÿs Fornerod et de Pierre Segond pour l'improvisation, et de Pierre Carraz pour le chant grégorien. Il collabore avec les maîtres de chapelle Pierre Chatton et Robert Faller. Il crée avec Michel Corboz la Société des concerts de Notre-Dame, puis avec Marie-Hélène Dupard, l'Ensemble féminin de musique vocale de Lausanne.
De 1938 à 1942, Dante Granato occupe le poste d’organiste à l’église du Sacré-Cœur, puis celui de Notre-Dame du Valentin de 1942 à 1980. Compositeur autodidacte, son catalogue comporte une quarantaine de titres dans les domaines les plus variés : piano à quatre mains, orgue, harpe, violoncelle et orgue, chant et orgue, timbales et orgue, chœur mixte, chœur de femmes. Dante Granato est également un interprète reconnu, invité à donner de nombreux concerts en Suisse, en France (Notre-Dame de Paris) et en Italie à l'occasion de divers festivals.

## Sources
- « Dante Granato », sur la base de données des personnalités vaudoises sur la plateforme « Patrinum » de la Bibliothèque cantonale et universitaire de Lausanne.
- Jean-Louis Matthey, Dante Granato : note biographique et liste des œuvres, Lausanne : Bibliothèque cantonale et universitaire, Département de la musique, Section des archives musicales, 1995, pp. 5-8
- Revue Musicale Suisse, Septembre 2007, N° 9, p. 32